# أبو الهدى الصيادي
أبو الهدى الصيادي.  (1266- 1328 هـ. 1849 م- 1909 م). اسمه الكامل: محمد بن حسن وادي بن علي بن خزام الصيادي الرفاعي الحسيني، ولد في خان شيخون، من أعمال معرة النعمان، التابعة لولاية حلب في حينها. وتعلم بحلب وولّي نقابة الأشراف فيها، وهو من علماء الدين البارزين في أواخر عهد الدولة العثمانية، حيث تولّى فيها منصب «شيخ الإسلام» أي شيخ مشايخ الدولة العثمانية في زمن السلطان عبد الحميد، كما تولّى نقابة الأشراف، خاصةً وأن نسبه يرجع إلى آل البيت. وله مؤلفات في العلوم الإسلامية وأخرى أدبية، ومجال الشعر بشكل خاص. توفي في جزيرة الأمراء (رينيكبو) التي تم نفيه إليها بعد سقوط الدولة العثمانية.
قربه السلطان عبد الحميد الثاني، واتخذ الصيادي موقفاً عدائياً من الدعوة السلفية عموماً والوهابيّة في نجد على وجه الخصوص، ويقول سويدان بكتابه عن أبي الهدى «وكان من أعماله [أي أبي الهدى] مكافحة المذهب الوهابي لئلاّ يتسرّب إلى العراق والشام، لأن السلطان كان يخاف على ملكه في ديار العرب من الوهابيين وصاحبهم»
هو والد حسن خالد أبو الهدى رئيس الوزراء بفترة إمارة شرق الأردن. وجد آخر نقيب لأشراف حلب، السيد تاج الدين ابن السيد حسن خالد ابن السيد محمد أبي الهدى الصيادي.

## من مؤلفاته
- خزانة الأمداد في أخبار الغوث الكبير السجاد مولانا السيد عز الدين أحمد الصياد
- ضوء الشمس
- بني الإسلام على خمس
- الجوهر الشفاف في طبقات السادة الأشراف
- السهم الصائب لمن أذى أبو طالب
- الفجر المنير
- شفاء صدور المؤمنين في هدم قواعد المبتدعين
- تطبيق حكم الطريقة العلية على الأحكام الشرعية النبوية[5]